# Gary Glitter
Gary Glitter (n. 8 mai 1944 (80 de ani)

) este numele de scenă al lui Paul Francis Gadd, un cântăreț și compozitor englez de glam rock.
La 27 februarie 2015, un tribunal din Londra l-a condamnat la 16 ani de închisoare cu executare, pentru pedofilie, din cauza unei serii de abuzuri săvârșite asupra copiilor din anii '70.